# Nneka Ukuh
Nneka Ukuh (bei internationalen Wettbewerben früher in Falschschreibung Nkeka Ukuh; * 20. November 1987) ist eine nigerianische Leichtathletin, die auf den Hochsprung spezialisiert ist.
Die nigerianische Hochsprungmeisterschaft der Frauen konnte sie von 2001 bis 2006 siebenmal gewinnen. Bei der nigerianischen Meisterschaft 2009 in Abuja wurde sie Zweite.
Die Afrikaspiele 2003 in Abuja gewann sie mit ihrer persönlichen Bestleistung von 1,84 m. Bei den Afrikaspielen 2007 in Algier wurde sie mit 1,79 m Fünfte. Bei den Leichtathletik-Afrikameisterschaften 2006 in Bambous wurde sie hinter Rene van der Merwe mit 1,80 m Zweite, bei den Leichtathletik-Afrikameisterschaften 2008 in Addis Abeba verpasste sie mit 1,75 m als Vierte einen Medaillenrang.
Beim Lifa-Meeting in Paris 2009 wurde sie mit 1,80 m Zweite.

## Persönliche Bestleistungen
- Hochsprung: 1,84 m am 12. Oktober 2003 in Abuja
- Speerwurf: 28,56 m am 4. Juni 2016 in Abuja